# Pink (film 2016 del Toro)
Pink (Pink, adopción gay ¿acierto o error?) è un film del 2016, diretto da Paco del Toro e prodotto da Armagedon Films, incentrato sulla critica all'adozione omosessuale e allo "stile di vita gay".

## Trama
Una coppia omosessuale decide di adottare un bambino trascinandolo in uno "stile di vita omosessuale" stereotipico. Con il passare del tempo uno dei due padri contrae l'HIV a causa della sua infedeltà e tenta il suicidio mentre il suo compagno diventa eterosessuale grazie agli studi della Bibbia. Nel frattempo un avvocato che difende i diritti degli omosessuali e la loro libertà di adottare vede suo figlio afflitto per la questione mentre il bambino adottato dalla coppia è atterrito e frustrato dal loro stile di vita.

## Produzione
L'opera è costata circa 8 milioni di pesos.

## Distribuzione
Il film è stato presentato per la prima volta in Messico nel marzo 2016 per poi essere distribuito in 200 sale cinematografiche Cinemex; mentre la catena di cinema Cinépolis si rifiutò di proiettarlo.

## Accoglienza
Il regista messicano Sergio Tovar Velard ha definito l'opera come: "Pink sembra una battuta d'arresto nella lotta per il consolidamento di una società empatica, informata e priva di pregiudizi. La tesi di Pink è che un bambino cresciuto da omosessuali è destinato a soffrire immensamente. La ricerca in tutto il mondo ha dimostrato in innumerevoli occasioni che la felicità e sanità di un bambino non dipendono dall'orientamento sessuale dei genitori ma dalla loro qualità umana. Questo film manca di basi scientifiche e si limita a prendere un singolo ipotetico caso per presentarlo come se fosse un campione rappresentativo quando, in ogni caso, non lo è".

## Critiche
L'opera ha attirato su di sé numerose critiche sia a causa della visione fortemente parziale del nucleo famigliare omoparentale che della rappresentazione stereotipata e negativa degli omosessuali descritti come infedeli e promiscui.